# Citigroup
Citigroup is de op twee na grootste Amerikaanse bank, alleen JP Morgan Chase en Bank of America zijn nog groter. Het bedrijf is ontstaan door de fusie van Citicorp en Travelers Group op 7 april 1998. De aandelen staan genoteerd aan de New York Stock Exchange in New York. In 2022 telde Citigroup 240.000 werknemers.

## Geschiedenis
Citigroup ontstond op 9 oktober 1998, na de fusie van Citicorp and Travelers Group, en was de grootste financiële instelling ter wereld op dat moment. De twee waren destijds in meer dan 100 landen actief met bank- en verzekeringsproducten en had een gecombineerd balanstotaal van US$ 700 miljard. Citicorp was voor de fusie al een groot bankbedrijf actief in circa 100 landen. Travelers Group bood een breed pakket van financiële diensten aan waaronder creditcards, effectenhandel, consumentenkredieten en levens- en schadeverzekeringen. Sanford Weill van de Travelers Group nam als eerste de leiding van de combinatie.
De geschiedenis van Citicorp start op 16 juni 1812 met de oprichting van City Bank of New York. De bank werd in september actief en had vooral bedrijven uit de stad als klant. De eerste directeur was Samuel Osgood. In 1865 werd het een nationale bank en ging verder als The National City Bank of New York. De sterke groei leidde ertoe dat het de grootste bank van het land werd in 1895. In 1913 werd de bank de eerste member van de Federal Reserve Bank of New York. Na de overname van de International Banking Corporation in 1918 namen de buitenlandse activiteiten sterk toe. Het was de eerste bank met een balanstotaal van meer dan US$ 1 miljard en in 1929 was het de grootste bank ter wereld. In 1955 werd de naam gewijzigd in The First National City Bank of New York gevolgd door First National City Bank in 1962 toen de bank het 150-jarig bestaan vierde. In 1976 werd de naam Citibank en Citicorp geïntroduceerd. In 1984 werd John S. Reed benoemd tot CEO en hij bracht de bank samen met Travellers Group in 1998.
Travellers Group was een relatief jong bedrijf dat spectaculair was gegroeid door fusies en overnames. In november 1986 werd de basis gelegd toen Sanford Weill Credit Commercial losmaakte van het moederbedrijf Control Data Corporation. Twee jaar nam het Primerica over, een financieel conglomeraat met onder andere de levensverzekeraar AL Williams en effectenhandelaar Smith Barney. Smith Barney ging in 1993 samen met investeringsbank Shearson Lehman, een dochteronderneming van American Express.
Voor de fusie van Citi en Travellers een feit werd, was een belangrijk juridisch obstakel te overwinnen. De Amerikaanse Glass-Steagall Act verbood het samengaan van banken en verzekeringsmaatschappijen. Deze wet stond al enige tijd onder discussie en in november 1999 werd de Gramm-Leach-Bliley Act aangenomen waarmee de belangrijkste beperkingen van de Glass-Steagell Act werden weggenomen. Hiermee lag de weg open voor financieel conglomeraten. Na de fusie kwam de naam Citi in gebruik en de rode paraplu van het logo van Travellers Group werd toegevoegd.
In 2001 nam het Banamex over. Het betaalde US$ 12,5 miljard voor de tweede bank van Mexico. Citigroep zag groeimogelijkheden in Mexico en wilde ook toegang krijgen tot de 21 miljoen Mexicanen die in de Verenigde Staten wonen. Citibank is al sinds 1929 actief in het land. In 1982 werden alle Mexicaanse banken, inclusief Banamex genationaliseerd, maar Citibank mocht als een van de weinige buitenlandse banken actief blijven.
In 2003 verdween de naam Smith Barney na een aantal financiële schandalen al bleven de activiteiten doorgaan onder de Citi merknaam. In 2008 kwam Citigroup in financiële problemen en verkocht een aandelenbelang van 51% van de vermogensbeheerafdeling aan concurrent Morgan Stanley voor US$ 2,7 miljard. De twee gingen samen als Morgan Stanley Smith Barney. Bij deze koop waren ook afspraken gemaakt voor een geleidelijke verdere verkoop aan Morgan Stanley. In 2012 kon de laatste zijn belang uitbreiden naar 65%, maar Citigroup besloot alle aandelen te verkopen. Citigroup leed op deze transactie een verlies van bijna US$ 3 miljard.
In 2023 poogde Citigroup de bankactiviteiten in Mexico, Banamex, te verkopen. Het was in vergevorderde onderhandelingen met Grupo Mexico en een verkoop zou zo'n US$ 7 miljard hebben opgebracht. De Mexicaanse regering blokkeerde indirect de transactie. Citigroup heeft het plan aangepast en gaat de zakelijke activiteiten in Mexico afsplitsen. Citigroup blijft deze zelf doen, maar de retailbank wordt naar de effectenbeurs gebracht. De verwachting is dat in het tweede halfjaar 2024 de beursnotering zal plaatsvinden. Met de verkoop gaan ook zo'n 40.000 Citigroup medewerkers over naar de afgesplitst bank.
Door tegenvallende resultaten in 2023 gaat Citigroup zo'n 20.000 banen schrappen. Dit plan moet gerealiseerd zijn voor 2027. In het vierde kwartaal van 2023 leed de bank een verlies van US$ 1,8 miljard mede door eenmalige lasten van US$ 3,8 miljard in relatie tot de reorganisatie, het beëindigden van activiteiten in Rusland en verliezen in Argentinië. Op basis van de jaarwinst 2023 was de rentabiliteit eigen vermogen een matige 4,3%.

## Activiteiten
Citigroup is wereldwijd actief en rekent overheden, bedrijven en particulieren tot haar klantenkring. Het heeft zo’n 200 miljoen rekeninghouders en is actief in meer dan 160 landen. De twee belangrijkste bedrijfsonderdelen van Citicorp zijn Global Consumer Banking en Institutional Clients Group die vooral bedrijven en institutionele beleggers als klanten heeft. Deze twee zijn vergelijkbaar in omvang als naar de omzet wordt gekeken, maar de laatste is meer winstgevend. De andere tak onder Citigroup is Citi Holdings, een verzameling van activiteiten die niet meer tot de kern van het bedrijf worden gerekend. In 2013-2015 hadden deze niet-kernactiviteiten een aandeel van ongeveer 10% in de totale omzet van Citigroup.

### Resultaten
In de tabel staan de belangrijkste financiële gegevens van Citigroup vermeld. Het is in het algemeen winstgevend met uitzondering van 2008 toen een megaverlies van bijna US$ 28 miljard werd geleden als gevolg van de kredietcrisis. In 2017 leed de bank ook een groot verlies door een nadelige verandering in de Amerikaanse belastingwetgeving. Exclusief deze bijzondere last was de winst US$ 15,8 miljard. De winstdaling in 2020 was een gevolg van grote voorzieningen voor mogelijke verliezen op de kredietportefeuille als een gevolg van de coronapandemie.
| Jaar | Omzet  | Nettoresultaat | Rentabiliteit eigen vermogen | Balanstotaal (×1000) | Medewerkers (×1000) |
| ---- | ------ | -------------- | ---------------------------- | -------------------- | ------------------- |
| 2005 | 80.077 | 24.589         |                              | 1494                 | 296                 |
| 2006 | 86.327 | 21.538         |                              | 1884                 | 327                 |
| 2007 | 77.300 | 3.617          |                              | 2187                 | 375                 |
| 2008 | 51.599 | −27.684        |                              | 1938                 | 323                 |
| 2009 | 80.285 | −1.606         |                              | 1857                 | 265                 |
| 2010 | 86.601 | 10.602         |                              | 1914                 | 260                 |
| 2011 | 78.353 | 11.067         |                              | 1874                 | 266                 |
| 2012 | 70.173 | 7.541          |                              | 1864                 | 259                 |
| 2013 | 76.366 | 13.673         |                              | 1880                 | 251                 |
| 2014 | 76.882 | 7.313          |                              | 1842                 | 241                 |
| 2015 | 76.354 | 17.242         |                              | 1731                 | 231                 |
| 2016 | 69.875 | 14.912         |                              | 1792                 | 219                 |
| 2017 | 71.449 | −6.798         |                              | 1842                 | 209                 |
| 2018 | 72.854 | 18.045         | 9,4%                         | 1917                 | 204                 |
| 2019 | 74.286 | 19.401         | 10,3%                        | 1951                 | 200                 |
| 2020 | 74.298 | 11.047         | 5,7%                         | 2260                 | 210                 |
| 2021 | 71.884 | 21.952         | 11,5%                        | 2291                 | 223                 |
| 2022 | 75.338 | 14.845         | 7,7%                         | 2417                 | 240                 |
| 2023 | 78.462 | 9.228          | 4,3%                         |                      | 239                 |

Over heel 2007 daalde de nettowinst met 83% ten opzichte van 2006, waarvan een nettoverlies van US$ 9,83 miljard in het vierde kwartaal. De oorzaak van dit grote verlies was met name het debacle op de Amerikaanse hypotheekmarkt. Citigroup heeft diverse investeringen met een hoog risico in deze markt en zag zich genoodzaakt voor US$ 18,1 miljard op zogeheten subprime hypothecaire leningen af te schrijven, het hoogste bedrag dat een bank tot nu toe op dit soort hypothecaire leningen heeft afgeschreven. Verder werd er voor US$ 4,1 miljard op andere dubieuze leningen afgeschreven. De aandelenkoers daalde in 2007 met 47%. Om uit de financiële problemen te geraken, trok de bank voor US$ 14,5 miljard aan kapitaal aan door de uitgifte van preferente converteerbare obligaties; bijna US$ 7 miljard hiervan was afkomstig van de regering van Singapore en ruim US$ 6,6 miljard van de Saoedi-Arabische Prins Alwaleed. Het dividend werd met 41% teruggebracht en ontslag dreigde voor minstens 4200 medewerkers. Het verlies was het grootste in het 196-jarig bestaan van de bank.
In 2008 volgde een record verlies. Nadat in oktober al 23.000 banen waren geschrapt, werd medio november een sanering van nog eens 50.000 banen aangekondigd. Het aandeel Citigroup kelderde in een week tijd met 60% tot het laagste punt in 15 jaar. Op 23 november werd een omvangrijk pakket aan steunmaatregelen voor Citigroup bekendgemaakt, omvattende een kapitaalsinjectie van US$ 20 miljard en garanties voor dubieuze leningen van US$ 306 miljard. Indien sprake zou zijn van verliezen op deze leningen zou de eerste US$ 29 miljard voor rekening van Citigroup zijn, terwijl de Amerikaanse overheid van verdere schades 90% voor haar rekening zou nemen. Tevens werden er restricties gesteld aan het dividend en aan de beloningen. De kapitaalsinjectie was afkomstig uit het zogeheten Troubled Asset Relief Program.
Op 5 maart 2009 daalde voor het eerst in de geschiedenis de aandelenkoers tot beneden US$ 1 onder invloed van vrees van beleggers dat verdere kapitaalsinjecties van de Amerikaanse overheid, mogelijk leidende tot nationalisering, noodzakelijk zouden kunnen zijn. Eind 2010 beëindigde de Amerikaanse overheid haar kapitaalsteun toch nog met een winst van US$ 12 miljard.
Wegens onzorgvuldigheden bij de hypotheekverstrekking in de aanloop naar de financiële crisis betaalde de bank een schikking van US$ 7 miljard in 2014. Hiervan ging US$ 4 miljard naar Justitie en US$ 2,5 miljard naar een speciaal hulpprogramma voor consumenten. Uit het fonds worden onder meer betaalbare huurwoningen gebouwd. De bank moest verder in november 2014 samen met vier andere banken een boete betalen van US$ 668 miljoen (totaal voor de vijf banken US$ 2,6 miljard), aan gezamenlijke toezichthouders in drie landen wegens wisselkoersmanipulatie. Tussen 2008 en 2013 maakten valutahandelaren afspraken om de wisselkoersen te beïnvloeden waardoor de betrokken banken meer winst konden maken.